# Лорејн (Охајо)
Лорејн (енгл. Lorain) град и лука је у америчкој савезној држави Охајо, на јужној обали језера Ири. Број становника је 64.097. Познат је и по топионицама.

## Географија
Лорејн се налази на надморској висини од 186 m.

## Демографија
По попису из 2010. године број становника је 64.097, што је 4.555 (-6,6%) становника мање него 2000. године.
|                   | 2010.           | 2000.           |
| Укупно            | 64 097 (100,0%) | 68 652 (100,0%) |
| Белци             | 35 269 (55,02%) | 41 935 (61,08%) |
| Хиспаноамериканци | 16 177 (25,24%) | 14 438 (21,03%) |
| Афроамериканци    | 11 262 (17,57%) | 10 943 (15,94%) |
| Остали            | 1 161 (1,811%)  | 1 109 (1,615%)  |
| Азијати           | 228 (0,356%)    | 227 (0,331%)    |